# Jorge Sapelli
Jorge Sapelli (Montevidéu, 8 de março de 1926 — Montevidéu, 13 de janeiro de 1996) foi um engenheiro e político uruguaio, pertencente ao Partido Colorado. Serviu como vice-presidente do Uruguai entre 1972 e 1973, até o início da Ditadura civil-militar uruguaia.

## Biografia
Entre 1969 e 1972, foi Ministro do Trabalho do governo do presidente Jorge Pacheco Areco, destacando-se por sua moderação e abertura ao dialogo com a oposição. Em 1971, foi designado integrante da chapa presidencial colorada encabeçada por Juan María Bordaberry, resultando eleito vice-presidente da República e assumindo o cargo em 1 de março de 1972.
Quando o presidente Bordaberry dissolveu o Parlamento junto com as Forças Armadas, no golpe de Estado de 27 de junho de 1973, Sapelli manteve-se na defesa da legalidade. Em dezembro daquele mesmo ano, foi-lhe oferecido a Presidência do Conselho de Estado, convite que não aceitou, demonstrando sua adesão à democracia. Em outubro de 1983, participou no multitudinário Ato do Obelisco. Em fevereiro de 1985, após restaurada a democracia, Sapelli foi convidado a sentar-se junto ao Presidente da Assembleia Geral na primeira sessão deste órgão, como homenagem a sua postura democrática durante o golpe civil-militar.